# Bredgöl (Kättilstads socken, Östergötland, 644132-151195)
Bredgöl är en sjö i Kinda kommun i Östergötland och ingår i Storåns huvudavrinningsområde.